# Любов в пустинята
Любов в пустинята (на испански: Amantes del Desierto) е испаноезична теленовела, произведена в САЩ от телевизионните компании Телемундо, „RTI Colombia“ и „Caracol“. Теленовелата се излъчва в периода от 19 март 2001 г. до 4 септември2001 и е от 121 епизода. Също така е бил излъчен в 12 страни по целия свят.

## Сюжет
Един мъж и една жена, които се обичат трябва да се изправят пред света, за да защитят своите чувства. Андрес Бустаманте е осъден на дванадесет години затвор в мрачния затвор далеч в пустинята с името „Скалата“. Дъщерята на полковник Мигел Сантана, Барбара му помага да избяга от затвора и да се скрие. Те са преследвани от Мигел Сантана, което ги кара да преминат през много опасни приключения в търсене на свободата.
„Любов в пустинята“ е страстна и приключенски любовна история, която се провежда между 50-те и 60-те години. Героите са Андрес Бустаманте – млад и скромен лекар и Барбара Сантана – една жена, която е родена в период, където обществото е много консервативно за своето време.

## В България
Теленовелата беше излъчена в България през 2001 г. по bTV и се излъчваше всеки делничен ден от 11:00 часа сутринта.

## Участват
- Франсиско Гаторно – Андрес Бустаманте
- Марица Родригес – Барбара де Сантана
- Катрин Сиачоке – Микаела Фернандес
- Хуан Пабло Шук – Бруно Салеги
- Роберто Ескобар – Мигел Сантана
- Ана Солер – Естер де Сантана
- Едгардо Роман – Лейтенант Кубийос
- Роландо Тарахано – Сантос Либардо